# Суоффорд, Энтони
Э́нтони «Swoff» Суо́ффорд (англ. Anthony Swofford; род. 12 августа 1970, Фэрфилд, Калифорния, США) — американский писатель. Получил широкую известность как автор книги «Кувшиноголовые: Хроники морских пехотинцев времён войны в Заливе и прочих битв» вышедшей в 2003 году, и основанной на его личном опыте участия в качестве морского пехотинца в войне в Персидском заливе. Эта книга в свою очередь стала основой для снятого в 2005 году Сэмом Мендесом фильма, вышедшего в российском прокате под названием «Морпехи».

## Биография
Родился 12 августа 1970 года Фэрфилде штата Калифорния в семье военного и вырос на военной базе. Его отец проходил военную службу во время Вьетнамской войны, а дедушка был участником Второй мировой войны. По словам Суоффорда он был зачат в Гонолулу, когда его отец во время армейской службы получил пятидневный отпуск.
В своей книге Суоффорд описывает юного себя до и во время прохождения военной службы в качестве морского пехотинца от лица «читателя и человека-одиночки». Он считал, что станет неудачником в «нормальной» жизни, и поэтому предпочёл как можно раньше присоединиться к Корпусу морской пехоты США в котором он видел место «обретения возмужания». Однако его отец воспротивился такому намерению и первые два армейских вербовщика приходившие к Суоффорду для заключения контракта были выставлены вон. Отец обосновал это следующим образом: «Я знаю некоторые вещи о военных, которые они не показывают вам в брошюрках».

## Карьера

### Военная служба
Суоффорд поступил на военную службу в Корпус морской пехоты США в возрасте 18 лет, а уже через два года был направлен в Эр-Рияд в ожидании начала войны в Персидском заливе. Он являлся младшим капралом, когда служил разведчиком-снайпером в составе взвода наблюдения и обнаружения цели 2-го батальона 7-го полк морской пехоты 1-й дивизии Корпуса морской пехоты США. Во время войны в Персидском заливе он никогда не стрелял в гневе, несмотря на то, что обстреливался как со стороны противника, так и со стороны своих. После войны Суоффорду было присвоено звание капрала. Поскольку ему было неловко оттого, что он является героем, то пропустил парад возвращения на родину возле своей базы. Он считал, что просто выполнил свою работу и хотел всё забыть.

### Возвращение к гражданской жизни
После увольнения из армии в связи с окончанием войны в Персидском заливе, Суоффорду было достаточно трудно приспособиться к условиям гражданской жизни. По его собственным словам, «было непривычно быть в месте, где никто не говорит мне бросить моё снаряжение в грузовик и пойти куда-нибудь».
Он восстановился в колледже и сменил ряд работ чтобы оплачивать обучение. Первой его работой была работа кассира в банке, но через несколько месяцев был уволен после того как в банке произошло вооружённое ограбление. Затем он устроился работать на склад.

### Писательская деятельность
Обучаясь в Колледже Американ-Ривер, Суоффорд работал издателем и главным редактором литературного журнала American River Review. Позже он получил степень бакалавра гуманитарных наук по английскому языку в Калифорнийском университете в Дейвисе и степень магистра изящных искусств в Айовской мастерской писателей Айовского университета.
В 1995 году Суоффорд дал себе слово стать писателем и принялся за написание своих воспоминаний о войне в Персидском заливе, что воплотилось в книге «Кувшиноголовые: Хроники морских пехотинцев времён войны в Заливе и прочих битв». В ней он представил мрачный взгляд на жизнь морского пехотинца и представляет себя самого не в самом лучшем свете. Об этом он говорил следующим образом: «Я мог бы написать лестный портрет себя как молодого морского пехотинца, но это была бы книга гораздо меньшего размера». Митико Какутани в рецензии в The New York Times отмечал, что в книге сочетается «чёрный юмор „Уловки-22“ с дикостью „Цельнометаллической оболочки“ и подноготной „Вещей, которые они несли с собой“». В 2004 году за эту книгу Суоффорд был удостоен литературной премии PEN/Martha Albrand Award for the Art of the Memoir.
После окончания Айовского университета Суоффорд был профессором английского языка в Колледже Льюиса и Кларка, где преподавал по программе «Изобретая Америку», и в Калифорнийском колледже святой Марии пока не продал права на экранизацию своей книги.
Суоффорд является автором художественных и научно-популярных статей в The New York Times, Harper’s Magazine, Men's Journal, The Iowa Review и др.
Он получил стипендию Мишнера-Коперника и в настоящее время ведёт занятия по литературному творчеству в Университете Западной Виргинии.
В 2007 году вышел его первый фантастический роман Exit A в котором представлена жизнь мальчика, который вырастает на американской базе ВВС в Японии и влюбляется в дочь генерала.

### Телевизионная деятельность
В 2006 году Суоффорд выступил в качестве сопродюсера и автора сценария в документальном фильме Semper Fi, который был показан в документальном фильме Ричарда Роббинса посвящённом операции «Возвращение домой». Также принимал участие в нескольких ток-шоу и документальных фильмах.

## В массовой культуре
- Суоффорд был воплощён американским актером Джейком Джилленхолом в 2005 году в фильме «Морпехи» снятом на основе его одноименной книги 2003 года.
- Фильм «Морпехи» ввёл в широкий оборот слово the suck, которое широко использовала перед журналистами Нэнси Пелоси[16].

## Книги
- Swofford, Anthony. Jarhead: A Marine's Chronicle of the Gulf War (англ.). — Scribner, 2003. — ISBN 0-7432-3535-5.
- Swofford, Anthony. Exit A: A Novel (неопр.). — Scribner, 2007. — ISBN 0-7432-7038-X.
- Swofford, Anthony. Hotels Hospitals and Jails: A Memoir (неопр.). — Twelve, 2012. — ISBN 1-4555-0673-7.
- Swofford, Anthony. Death of an American Sniper: The Extraordinary Life and Tragic End of Navy SEAL Chris Kyle, the Country's Most Lethal Soldier (англ.). — Byliner Inc., 2013.